# Ocosia spinosa
Ocosia spinosa är en fiskart som beskrevs av Chen, 1981. Ocosia spinosa ingår i släktet Ocosia och familjen Tetrarogidae. Inga underarter finns listade i Catalogue of Life.